# Łukasz Baraniecki
Łukasz Baraniecki herbu Sas (ur. 14 października 1798 w Kabarowcach, zm. 30 czerwca 1858 w Cieszanowie) – polski duchowny rzymskokatolicki, arcybiskup metropolita lwowski w latach 1849–1858.

## Życiorys
Uczęszczał do szkoły normalnej i gimnazjum w Buczaczu, prowadzonych przez Bazylianów.
Piastował urzędy: kanonika lwowskiego od 1836, proboszcza parafii katedralnej, deputata stanów galicyjskich (w 1845), tajnego radcy austriackiego (1851).
28 września 1849 został mianowany arcybiskupem metropolitą lwowskim. Sakrę biskupią przyjął 13 stycznia 1850.
20 października 1856 otrzymał tytuł honorowego obywatela miasta Lwowa.
Współzałożyciel i opiekun duchowy zgromadzenia Sióstr Opatrzności Bożej.